# Muhambal
Muhambal (arab. محمبل) – miasto w Syrii, w muhafazie Idlib, siedziba poddystryktu Muhambal. W 2004 roku liczyło 4970 mieszkańców.